# روب بانكر
روب بانكر (بالإنجليزية: Rob Bunker)‏ هو سائق سيارة سباق ومهندس أمريكي، ولد في 8 سبتمبر 1988.

## وصلات خارجية
- الموقع الرسمي